# 섬나라 목록
섬나라 목록.

## 현재

### 정치적 지위에 따라

#### 독립국
- 그레나다
- 나우루
- 뉴질랜드
- 도미니카 공화국
- 도미니카 연방
- 동티모르
- 마다가스카르
- 마셜 제도
- 모리셔스
- 몰디브
- 몰타
- 미크로네시아 연방
- 바누아투
- 바레인
- 바베이도스
- 바하마
- 브루나이
- 사모아
- 상투메 프린시페
- 세이셸
- 세인트루시아
- 세인트빈센트 그레나딘
- 세인트키츠 네비스
- 솔로몬 제도
- 스리랑카
- 싱가포르
- 아이슬란드
- 아이티
- 아일랜드
- 앤티가 바부다
- 영국
- 인도네시아
- 일본
- 자메이카
- 중화민국
- 카보베르데
- 코모로
- 쿠바
- 키리바시
- 키프로스
- 통가
- 투발루
- 트리니다드 토바고
- 파푸아뉴기니
- 팔라우
- 피지
- 필리핀

#### 분쟁 지역
- 부건빌[1]
- 북키프로스[2]
- 서파푸아 공화국(서파푸아)[3]
- 디에고가르시아섬[4]

#### 자치령 또는 속령
- 건지섬
- 괌
- 그린란드[5]
- 노퍽섬
- 누벨칼레도니
- 니우에
- 맨섬
- 몬트세랫
- 미국령 버진아일랜드
- 영국령 버진아일랜드
- 버뮤다
- 부베섬
- 북마리아나 제도
- 세인트헬레나
- 신트마르턴
- 아루바
- 아메리칸사모아
- 영국령 인도양 지역
- 앵귈라
- 올란드 제도
- 저지섬
- 케이맨 제도
- 코코스 제도
- 쿡 제도
- 퀴라소
- 크리스마스섬
- 터크스 케이커스 제도
- 토켈라우
- 페로 제도
- 포클랜드 제도
- 푸에르토리코
- 핏케언 제도

### 지리적 구성에 따라

#### 본섬 하나를 중심으로
- 나우루
- 노퍽섬
- 누벨칼레도니
- 도미니카 연방
- 마다가스카르
- 몰타
- 바레인
- 바베이도스
- 세인트루시아
- 스리랑카
- 신트마르턴
- 싱가포르
- 아이슬란드
- 자메이카
- 중화민국
- 퀴라소
- 쿠바
- 크리스마스섬
- 키프로스

#### 군도 또는 열도
- 그레나다
- 뉴질랜드
- 마셜 제도
- 모리셔스
- 몰디브
- 미크로네시아 연방
- 바하마
- 상투메 프린시페
- 세이셸
- 세인트빈센트 그레나딘
- 세인트키츠 네비스
- 솔로몬 제도
- 앤티가 바부다
- 인도네시아
- 일본
- 케이맨 제도
- 코모로
- 코코스 제도
- 토켈라우
- 트리니다드 토바고
- 피지
- 필리핀

#### 대륙 연안
- 그레나다
- 뉴질랜드
- 도미니카 연방
- 마다가스카르
- 몰타
- 바레인
- 바베이도스
- 바하마
- 상투메 프린시페
- 세인트루시아
- 세인트빈센트 그레나딘
- 세인트키츠 네비스
- 스리랑카
- 싱가포르
- 앤티가 바부다
- 일본
- 자메이카
- 중화민국
- 쿠바
- 키프로스
- 트리니다드 토바고
- 필리핀

#### 대양
- 나우루
- 마셜 제도
- 모리셔스
- 몰디브
- 미크로네시아 연방
- 바누아투
- 사모아
- 세이셸
- 솔로몬 제도
- 아이슬란드
- 카보베르데
- 코모로
- 키리바시
- 통가
- 투발루
- 팔라우
- 피지

## 같이 보기
- 한 나라와만 국경을 맞대고 있는 나라 목록
- 국경으로 나뉜 섬 목록
- 면적순 섬 목록
- 인구순 섬 목록
- 오세아니아의 주권국과 속령 목록
- 군소 도서 개발국